# Bifurcación (río)

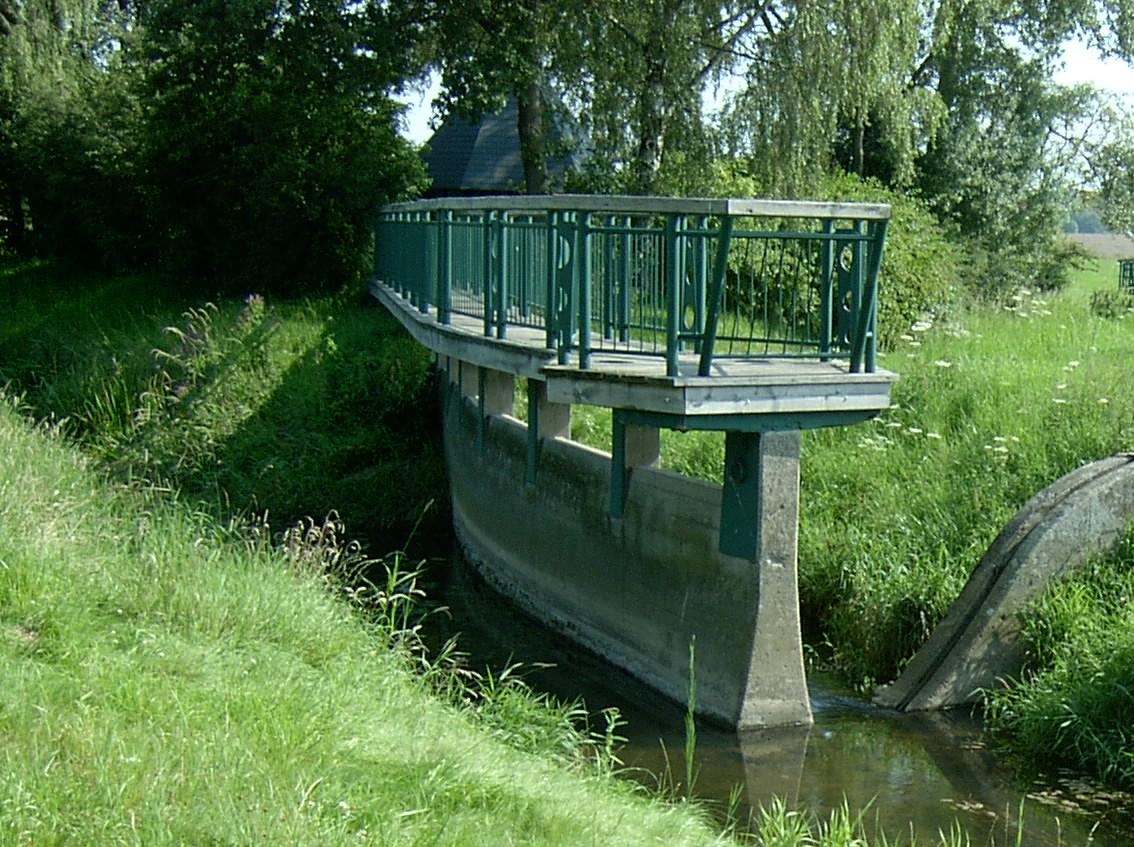
La bifurcación del Hase en Melle (Alemania). A la izquierda de la foto está el Hase, a la derecha el Else.

Se denomina bifurcación (del latín furca, 'tenedor') en geografía cuando el troncal, o corriente principal de un río se divide en otros dos. Este concepto se contrapone a confluencia.

## Ejemplos
Ejemplos de bifurcaciones:
- el Brazo Casiquiare del río Orinoco, que vierte hacia el río Negro y el sistema del Amazonas;
- el Fuhne, al norte de Halle, en el río Saale, y en esta comarca en el río Mulde;
- el río Else que se bifurca en el Hase (en Melle-Gesmold);
- el río Torne, en Suecia y Finlandia, de dónde se separe el río Tärendö, que desemboca en el río Kalix;
- el río Logone en África central;
- entre el río Irawadi y río Salwen (Mobrah), en Indochina.

- Datos: Q720349
- Multimedia: River bifurcations / Q720349